# Bevrijdingsplaquette (Roermond)
De Bevrijdingsplaquette is een oorlogsmonument in Roermond ter herinnering aan de bevrijding van Roermond op 1 maart 1945.

## Geschiedenis
De plaquette werd op 6 juni 1945 onthuld aan de toenmalige Maastrichterweg in Roermond. Via deze weg betraden op 1 maart 1945 de eerste Amerikaanse geallieerde soldaten de stad. De plaquette is opgedragen aan John Benjamin Anderson, generaal en aanvoerder van de geallieerde troepen. De tekst luidt:

ANDERSONWEG
OPGEDRAGEN AAN
MAJOR GENERAL JOHN B. ANDERSON
BEVELHEBBER XVI CORPS U.S. ARMY
TER HERDENKING
VAN DE BEVRIJDING VAN
ROERMOND
1 MAART 1945
DOOR 15TH CAVALRY GROUP
OF THE XVI CORPS
6 JUNI 1945

Ook werd bij de onthulling het gedeelte van de Maastrichterweg tot aan de Michielsbrug over de Roer omgedoopt tot Andersonweg. Na de onthulling vertrok een stoet naar het stadhuis van Roermond, waar Anderson de eremedaille van de stad Roermond ontving. De plaquette bevond zich oorspronkelijk aan de gevel van café Het Strand en was gemaakt van hout. In 1993 werd hij vervangen door een natuurstenen plaquette en verplaatst naar de parkeerplaats van het politiebureau aan de overkant van de weg. De oorspronkelijke houten plaquette bevindt zich tegenwoordig in het Historiehuis.